# Fidel Castro
Fidel Alejandro Castro Ruz ( audio) (Mayarí, Kuba, 13. kolovoza 1926. – Havana, 25. studenog 2016.), bio je kubanski revolucionar, prvi sekretar Komunističke partije Kube, predsjednik državnog vijeća i vijeća ministara Republike Kube, vrhovni zapovjednik Revolucionarnih oružanih snaga. Mnogi ga smatraju diktatorom. Na dužnosti ga je naslijedio brat Raúl Castro.

## Životopis
Fidel Castro rođen je 13. kolovoza 1926. godine u mjestu Mayarí na obiteljskoj plantaži šećerne trske u blizini mjesta Biran u provinciji Oriente. Castrov otac bio je vlasnik plantaže od 23.000 ari na kojoj je kao mladić radio i Fidel. U mladosti je Fidel pohađao dvije jezuitske škole - Lasalle i Dolores, obje u Santiagu. Godine 1942. upisao se u jezuitisku školu Belen u Havani i uspješno je završio 1945. godine. Godine 1948. oženio se Mirtom Diaz-Balart, ali je brak završio razvodom 1954 godine. 
Castrov sin Fidel Castro Diaz-Balart, koji je potekao iz tog braka, rođen je 1949. godine. Dolaskom oca na vlast najmlađi Castro obnašat će dužnost šefa kubanske komisije za atomsku energiju. No, Castro se još ženio. Do smrti je oženjen Daliom Soto Del Valleom i s njom ima pet sinova čija imena redom počinju na slovo A. Fidel Castro je 1950. godine doktorirao pravo na Sveučilištu u Havani. Nakon završenog fakulteta Castro je planirao kandidirati se za mjesto zastupnika u kubanskom parlamentu na izborima zakazanim za 1952. godinu, ali je general Fulgencio Batista u državnom udaru zbacio vladu i predsjednika Carlosa Prio Socarrasa i otkazao izbore. Castro je stoga protiv Batiste uložio tužbu sudu zbog kršenja ustava, ali je sud tužbu odbacio. Castro je zato sa skupinom istomišljenika 26. srpnja 1953. godine napao vojarnu u mjestu Monacada. Međutim taj napad je završio neuspjehom i Castro je utamničen. U zatvoru je ostao sve do 1955. godine. U to doba njegove političke ideje bile su: nacionalizam, antiimperijalizam i reformacija i nije bio član Komunističke stranke. Nakon puštanja iz zatvora Castro je otputovao prvo u Sjedinjene Države, a potom u Meksiko gdje je organizirao revolucionarni pokret nazvan 26. srpnja.
Fidel Castro je dolaskom na vlast bio veoma neprijateljski raspoložen prema Sjedinjenim Državama, a koje su se prijateljski odnosile spram Batiste i često se miješale u unutarnje poslove Kube dok je on bio na vlasti. Nakon što je Castrova vlada nacionalizirala rafinerije nafte, šećerane i pogone za proizvodnju električne energije 1960. godine Sjedinjenje Države su prestale kupovati kubanski šećer te su uvele ekonomski embargo prema Kubi. Sjedinjene Države neuspješno su pokušale uz pomoć kubanskih izbjeglica zbaciti Castra s vlasti 1961. godine u tzv. invaziji na Zaljev svinja.

## Približavanje SSSR-u
Možda i kao posljedica te invazije slijedila je Castrova izjava u prosincu 1961. godine: Ja sam marksist-lenjinist i ostat ću to do svoje smrti. Ranih 1960-ih godina Castro je otvoreno priglio komunizam i uspostavio bliske veze sa SSSR-om primajući sve veću sovjetsku vojnu i ekonomsku pomoć. U doba 1960-ih i 1970-ih godina Castrova vlada je učinila značajna poboljšanja u kubanskom obrazovnom sustavu i organizaciji zdravstvene skrbi time prikazujući kubansku revoluciju kao primjer drugim narodima. Ali Američko-kubanski odnosi nastavili su se pogoršavati kada su Amerikanci 1962. godine otkrili da je Sovjetski Savez na Kubi postavio svoje balističke projektile dalekog dometa i time praktično imao cijele Sjedinjene Države "na dlanu". Predsjednik John F. Kennedy tada je uveo pomorsku blokadu Kube kako bi prisilio sovjetskog lidera Nikitu Hruščova na povlačenje sovjetskih projektila s Kube. Castro je također aktivno pomagao revolucionarne pokrete u Latinskoj Americi, a u 1970-ih i 1980-ih godina i u Africi (Angola, Etiopija). Godine 1979. izabran je za vođu Pokreta nesvrstanih, poziciju koja mu je dala međunarodni ugled. Nakon što je kasnih 1980-ih godina SSSR počeo provoditi niz socijalnih i ekonomskih reformi Castro je oštro kritizirao takve eksperimente s kapitalizmom i ustvrdio kako na Kubi nema potrebe za sličnim reformama. 

## Raspad Sovjetskog Saveza
Raspad Sovjetskog Saveza 1991. godine prekinuo je dotok pomoć Kubi izazivajući time još veće propadanje posrnulog kubanskog gospodarstva. Castro je na takav razvoj događaja odgovorio 1993. godine kada je dopustio ograničeni niz ekonomskih reformi i djelomičnu legalizaciju privatnog poduzetništva. Castro je u prosincu 1995. godine posjetio Kinu i izrazio svoje divljenje domaćinima u njihovom uspješnom kombiniranju ograničenih ekonomskih reformi i socijalističke privrede. Po povratku na Kubu Castro je ipak kritizirao eksperimente s privatnim poduzetništvom koji su se ukazivali na Kubi. Tvrdio je kako je jedini način da se postigne ekonomski rast očuvanje jednopartijske države, ograničavanje privatnog poduzetništva i brzo utišavanje političkih protivnika. U veljači 1996. godine kubanski ratni zrakoplovi oborili su dva civilna zrakoplova za koja su kubanske vlasti tvrdile da su narušile kubanski zračni prostor. Ovi zrakoplovi pripadali su organizaciji kubanskih izbjeglica Brothers to the Rescue koji su se posvetili pomaganju kubanskih izbjeglica. Američka vlada odgovorila je na ovaj incident daljnjim jačanjem ekonomskog embarga što je uključivalo i kažnjavanje stranih tvrtki koje investiraju na Kubi. 
Jednom prilikom upitan kada će obrijati bradu i skinuti vojnu odoru (po tome i s cigaretom u ustima postao je prepoznatljiv lik u cijelom svijetu) odgovorio je: Kada se okonča revolucija!

## Zadnje godine
Fidel Castro podvrgnut je 2006. godine teškoj operaciji i tada je prvi put nakon stupanja na vlast privremeno predao ovlasti nekome drugom, u ovom slučaju svome bratu Raulu. Posljednji se put pojavi u javnosti u srpnju 2006. godine, a njegovo je zdravlje od tada državna tajna. U veljači 2008. godine podnio je ostavku na mjesto predsjednika države kada se povlači iz političkog života, a njegov nasljednik postao je njegov brat Raul Castro. Umro je u Havani 25. studenog 2016. godine, u dobi od 90. godine života.

## Vanjske poveznice
- Sovetika.ru - site about Soviet era

### Ostali projekti
|  | Zajednički poslužitelj ima još gradiva o temi Fidel Castro |
|  | Wikicitati imaju zbirke citata o temi Fidel Castro         |